# Újszentiván megállóhely
Az egykori Szeged–Temesvár-vasútvonal (790) megállóhelye volt Szőreg vasútállomás és Óbéba vasútállomás között. Nyíltvonali, egyvágányos megállóhely volt peronnal, itt volt a vasútvonal 321.sz. őrháza.
Helyileg Újszentiván községtől északra a volt szőregi téglagyárnál, a községből a téglagyárhoz vezető út jobb oldalán, a vasútvonal északi oldalán volt. A 321. sz. őrház vele szemben, a vasút déli oldalán helyezkedett el. A megállóhely a vasútvonal 1857-es megnyitásakor létesült nyíltvonali megállóhelyként az őrházzal együtt, innen Szőreg irányában az útátjáró túloldalán később egy iparvágány kiágazás is épült a téglagyárhoz.

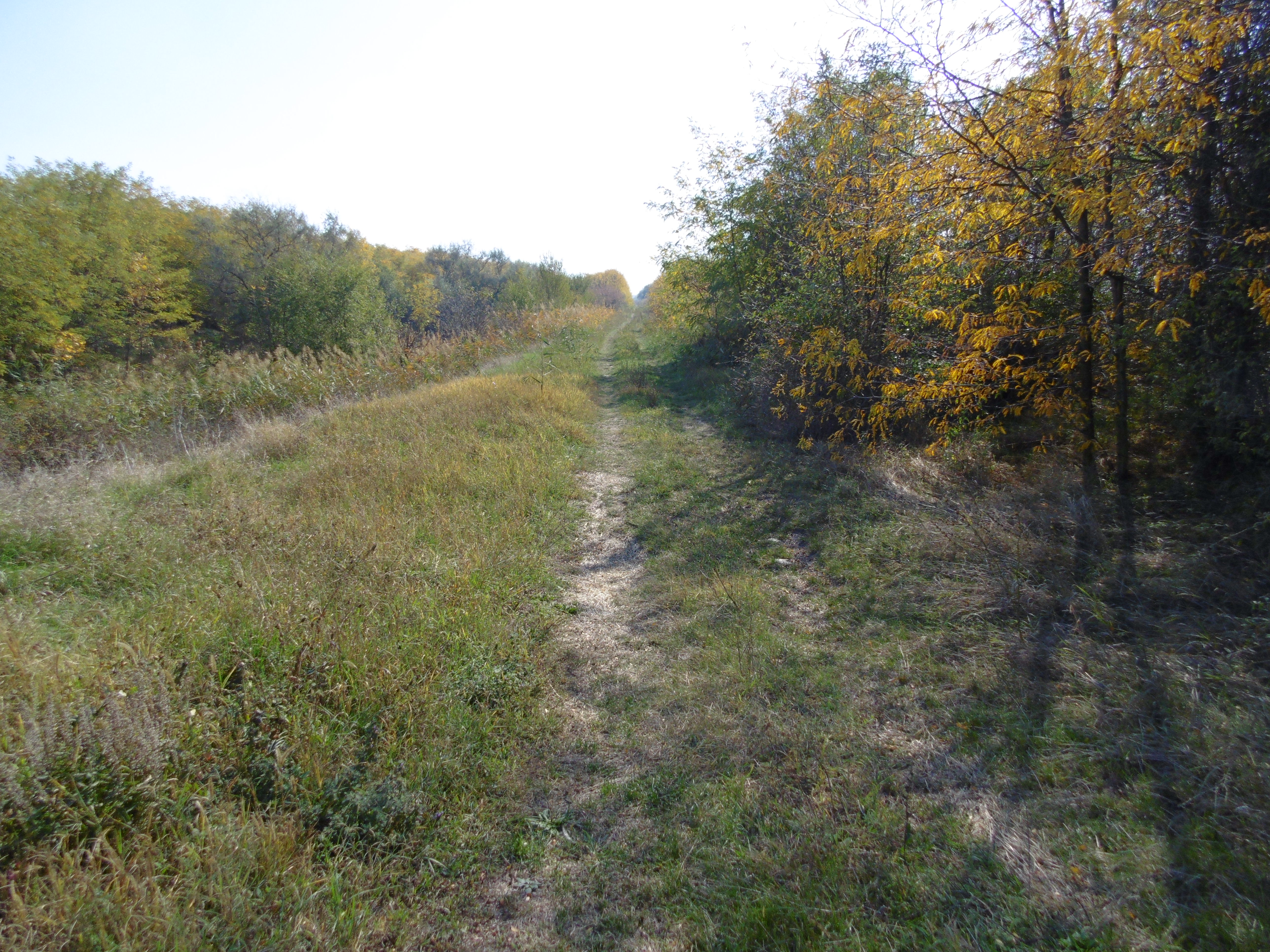
Újszentiván megálló helye 2019-ben. A megálló helye a kép baloldalán van, előttünk a nyomvonal látszik.

A trianoni határ a vasútvonalat Óbéba állomás területén elvágta, a határátmenet 1925-ig megszűnt, csak ekkor vették fel újra a forgalmat. A kijelölt határállomások Szőreg vasútállomás  és Oroszlámos lettek. Az ide vonatkozó rendelkezés szerint a kijelölt határállomások között megállóhelyek nem lehettek, ezért feltehetőleg ekkor, de legkorábban 1920-ban a megállóhelyet Rábé megállóhellyel együtt megszüntették. Az őrház megmaradt, a vasútvonal ezen szakaszának 1945 utáni felbontása után lakóházként funkcionált tovább; egy 1978-ban készült légifelvételen még látszik, elbontásának idejére nincs adat.